# Kierunek Księżyc (komiks)
Kierunek Księżyc to szesnasty album komiksowy o przygodach młodego reportera Tintina i jego psa, Milusia. Autorem komiksu jest Hergé.

## Treść
Przyjaciel Tintina, profesor Lakmus został poproszony, w sekrecie, przez rząd syldawski o zbudowanie rakiety, która poleci z Ziemi na Księżyc. Tintin i kapitan Baryłka zostają wezwani do Syldawii i zostają odeskortowani do Instytutu Atomowego Sprodj w Glomb, prowadzonego przez naukowca, pana Baxtera. Eskortuje ich „ZEPO” (Zekrett Politzs), specjalna jednostka ochrony, która chroni Instytut przed inwigilacją. Okazuje się, że Lakmus wezwał ich, by wzięli udział w pierwszym historycznym locie na Księżyc, na co - pomimo wyraźnego sprzeciwu kapitana - obaj się zgadzają. W trakcie pracy w Syldawii asystentem Lakmusa jest Frank Wolff, który pracuje w Instytucie i oprowadza Tintina oraz Baryłkę po budynku. Prof. Lakmus wyjawia im, że rząd syldawski zaprosił do współpracy fizyków nuklearnych. Instytut, który powstał cztery lata wcześniej po odkryciu złóż uranu, został stworzony, aby pokojowo używać energii nuklearnej. Lakmus kieruje departamentem badań astronomicznych, gdyż tam pracuje większość czasu.
Podczas pobytu w instytucie, Tintin i kapitan odkrywają zadanie ZEPO: obcy rząd interesuje się badaniami przeprowadzanymi w instytucie. Pewnej nocy, szpiedzy spadają na spadochronach i podnoszą alarm. Ochrona aresztuje dwóch mężczyzn ubranych w grecki strój do tańca. Są to Tajniak i Jawniak, których Tintin rozpoznaje i oczyszcza z zarzutów. Zostają oni w instytucie.
Tintin wybiera się na poszukiwanie śladów szpiegów. Nocą widzi dwóch mężczyzn próbujących wykraść plany próbnej rakiety; próbuje ich powstrzymać, jednak ich współpracownik postrzela go od tyłu w głowę. W tym samym czasie kapitan, który z fabryki kontaktuje się z reporterem, zostaje ogłuszony przez nieznanego sprawcę. Tintin, już w szpitalu, proponuje Lakmusowi zbudowanie urządzenia, które umożliwiłoby wysadzenie rakiety w locie, gdyby została ona przejęta przez inny kraj.
Prototyp rakiety – „X-FLR6”, zostaje wystrzelony, aby sfotografować ciemną stronę Księżyca i przetestować silniki rakietowe profesora Lakmusa. Rakieta oblatuje Księżyc, ale zostaje przechwycona przez silniejszą stację nadawczą - Lakmus jest zmuszony ją wysadzić. Zespół stwierdza, że wśród nich musi być szpieg, ale nie ma żadnych podejrzanych.
Pomimo tego incydentu, przygotowania do lotu na Księżyc trwają i ekwipunek przechodzi dalsze testy. Podczas testowania jednego ze skafandrów, kapitan Baryłka denerwuje się i stwierdza, że Lakmus „udaje wariata” (to określenie jest później często używane w następnych komiksach), co powoduje, iż Lakmus wpada w furię. Wyprowadza ich z instytutu – w złości łamie wszystkie reguły bezpieczeństwa – i zawozi do miejsca, z którego ma startować rakieta, która jest na ukończeniu. W trakcie oprowadzania Tintina i kapitana po różnych poziomach rakiety, Lakmus spada z drabiny i traci pamięć. Baryłka próbuje przywrócić profesorowi pamięć, używając kostiumu żołnierza, pistoletu na wodę, dynamitu i kostiumu ducha. Potem, w złości, mówi, że Lakmus znów „udaje wariata”. Profesor odzyskuje pamięć i goni kapitana po pokoju, domagając się przeprosin. Później dziękuje mu za pomoc w odzyskaniu pamięci.
Przygotowania dobiegają końca i rakieta jest już zbudowana. W końcu 3 czerwca 1952 roku, o 1.34, rakieta startuje z Tintinem, kapitanem Baryłką, profesorem Lakmusem i Wolffem na pokładzie.
Kontynuacją historii jest tom Spacer po Księżycu.